# 條紋矮鼬鯰
條紋矮鼬鯰，為輻鰭魚綱鯰形目鼬鯰科的其中一種，為熱帶淡水魚，分布於南美洲厄瓜多納波河流域，體長可達4.5公分，棲息在底層水域，生活習性不明。